# Balow
Balow es un municipio situado en el distrito de Ludwigslust-Parchim, en el estado federado de Mecklemburgo-Pomerania Occidental (Alemania), a una altura de 33 metros. Su población a finales de 2016 era de 336 habs. y su densidad poblacional, 26 hab/km².